# Чекишево
Чекишево — деревня в Кирилловском районе Вологодской области.
Входит в состав Коварзинского сельского поселения, с точки зрения административно-территориального деления — в Коварзинский сельсовет.
Расстояние по автодороге до районного центра Кириллова — 51 км, до центра муниципального образования Коварзино — 15 км. Ближайшие населённые пункты — Березник, Карповская, Русаниха, Заболотье, Алферовская.
По данным переписи в 2002 году постоянного населения не было.